# Jackie Wilson
Jack Leroy Jackie Wilson, Jr. (Detroit, 9 de juny de 1934 - Mount Holly, 21 de gener de 1984) va ser un cantant i artista nord-americà. Conegut com a «Mr. Excitement», Wilson va ser important en la transició del rhythm and blues al soul. Va ser un prestigiós showman a més d'un dels més dinàmics intèrprets i artistes de la història de l'R & B i el rock. Va aconseguir la fama en els seus primers anys com a membre del grup vocal de R & B Billy Ward and His Dominoes, va continuar la seva carrera en solitari en l'any 1957 i va gravar més de 50 cançons d'èxit que comprenien estils com el R & B, pop, soul, doo-wop i l'easy listening. El 1975 durant un concert benèfic, va patir un atac de cor a l'escenari que el va sumir en un coma durant gairebé nou anys fins a la seva mort el 1984. Per aquella època, s'havia convertit en un dels artistes més influents de la seva generació.
Inclòs en el Saló de la Fama Grammy en dues ocasions, així com en el Saló de la Fama del Rock a 1987. El 2004, la revista Rolling Stone va situar a Jackie Wilson en el lloc 68 de la llista dels 100 millors artistes de tots els temps.

## Biografia
Jack Leroy Wilson, Jr. va néixer el 9 de juny de 1934 a Detroit (Michigan), fill únic de Jack Sr i Eliza Mae Wilson, que prèviament havien perdut dos nens. Va créixer a Highland Park, en l'àrea metropolitana de Detroit, on va començar a cantar a una edat molt primerenca, formant part d'un quartet anomenat the Ever Ready Gospel Singers. No va tenir una infància fàcil: el seu pare, alcohòlic i sovint sense feina, es va divorciar de la seva mare abans que ell complís 9 anys. El mateix Wilson va començar a beure molt jove. Va passar dues vegades pel correccional de menors i als 15 anys va abandonar els estudis per dedicar a la boxa. Va començar a boxejar en el circuit amateur de Detroit, però, va haver de deixar la seva carrera com púgil després casar-se i ser pare amb a penes 17 anys. Jackie Wilson va iniciar la seva marxa musical treballant com a cantant solista al Lee 's Sensation Club de Detroit, i aviat va formar la seva pròpia banda, anomenada The Falcons.
Arran del seu descobriment pel caçatalents Johnny Otis el 1951, Wilson entra a formar part d'un grup anomenat The Thrillers, que més tard canviaria el seu nom a The Royals. Després de gravar la versió del tema Danny Boy, juntament amb alguns temes més, per Dee Gee Records sota el nom de Sonny Wilson, realitza una audició per substituir el popular Clyde McPhatter en el grup The Dominoes. Wilson va cantar com a solista o segon tenor de The Dominoes durant quatre anys. Van realitzar nombroses actuacions per Estats Units i el 1956, el tema St. Therese of the Roses, primer en al qual apareixia Wilson com veu solista, va aconseguir el número 1 de les llistes Pop dels Estats Units.
El 1957 va abandonar The Dominoes per iniciar la seva carrera en solitari i va signar amb la discogràfica de Brunswick Records. Reet petite va ser el primer senzill de Wilson per a la nova companyia. El tema va ser escrit per Berry Gordy, també ex boxejador, i per Billy Davis, primer de Wilson, que componia sota el pseudònim de Tyran Carlo. Aquest grup de treball va continuar per un temps i va ser responsable dels primers èxits del cantant. En aquell primer període com a solista, els resultats comercials no mantenien un ritme constant. Lentament, Wilson va ser conquistant un major poder de decisió i va arribar a crear cançons amb un estil totalment nou, Lonely Teardrops va vendre més d'un milió de còpies en 1959 i va rebre el disc d'or, You better know it i  Talk that talk (1959), Doggin 'around (1960), la balada Night, número u en les llistes i un altre senzill milionari que li va valer un nou disc d'or, a woman, a lover, a friend o The tear of the year. Wilson ja convertit en una celebritat, va ser anomenat Mr. Excitement, a causa del disbauxa amb què es movia en les seves actuacions. El seu estil va ser font d'inspiració per a artistes de la talla de James Brown, Elvis Presley o Michael Jackson.
Després d'aparèixer en la pel·lícula Go Johnny Go interpretant el seu èxit de 1959 You Better Know It, Wilson va experimentar un breu període de decadència amb una sèrie de llançaments de resultats modestos. Després d'un parell d'anys apagats tornar a triomfar amb Whispers (1966) i amb Higher and higher (1967) encara que aquests van ser els seus últims grans èxits. Wilson va entrar en els anys setanta en una crisi d'idees, el 1972 va publicar l'àlbum Nowstalgia, un tribut a Al Jolson, que va ser un rotund fracàs comercial. Però, malgrat les seves baixes vendes, la seva cotització com a cantant va continuar sent molt alta. La seva precària situació econòmica el va obligar a multiplicar les seves actuacions per aconseguir els diners amb què pagar la pensió alimentària de les seves dues ex dones. Aquesta seria una de les causes de l'atac de cor que va patir el 29 de setembre de 1975 al Llatí Casino de Cherry Hill (Nova Jersey), mentre interpretava el tema Lonely Teardrops a l'escenari. Va caure desplomat copejant al cap i va ser traslladat a un hospital pròxim on va ser reanimat, però la falta d'oxigen al cervell li va produir un coma i gravíssimes lesions cerebrals. Wilson va sortir del coma, però va haver de portar una vida vegetativa fins que va morir de pneumònia el 21 de gener de 1984.